# Бор (Рамонский район)
Бор — посёлок Рамонского района Воронежской области России. входит в состав Рамонского городского поселения.

## История
В конце XVII века «в бору» находился стан работных людей, оттуда вывозился лес на Ступинскую пристань. На месте вырубленных деревьев в вековом бору возникла поляна. В 1698-1700 гг. здесь появилась суконная фабрика и поселок, который получил название по сосновому лесу — Бор. На карте 1797 г. на речке Лесной обозначено два промышленных заведения с надписями «Мыльная» и «Суконная». Суконная мануфактура была открыта в конце XVII века, во второй половине XVIII века была приобретена В.М. Тулиновым, который реконструировал производство, превратив ее в одну из самых крупных мануфактур края. В начале XIX века для рабочих строятся дома, некоторые из них сохранились до сегодняшних дней.
В 1860 г. суконное производство закрывается, и новая владелица усадьбы Софья Александровна Ермолова, урожденная Черткова, в конце XIX века превращает местечко «Бор» в дачное место, сдавая дома в наем.
В настоящее время в поселке сохранился единственный в области комплекс производственных и жилых зданий суконной мануфактуры конца XVII -начала XIX вв. В него входят: корпус фабрики со Спасской церковью; два корпуса фабрики, складской корпус и три жилых дома.

## География
Бор расположен к востоку от Рамони, в глубине Усманского бора, на берегу речки Лесной, вытекающей из небольшого лесного озера, неподалеку от железнодорожной станции на ветке Графская — Рамонь.